# Cañada Nieto
Cañada Nieto – miasto w Urugwaju, w departamencie Soriano.